# 斯克里瓦尼夫卡
46°26′37″N 29°12′47″E / 46.44361°N 29.21306°E
斯克里瓦尼夫卡（烏克蘭語：Скриванівка）是位於烏克蘭西南部的村莊，由敖德萨州博爾赫拉德區的博羅迪諾市鎮負責管轄。該村始建於1912年，面積0.14平方公里，海拔高度56米，2001年人口81，人口密度每平方公里578.57人。